# Bafia (langue)
Pour les articles homonymes, voir Bafia (homonymie).
Le bafia est une langue bantoue parlée par les Bafias au Cameroun, dans le centre du domaine bantou.
Dans leur propre langue, les Bafias s'appellent les « Bekpag ». Ils peuplent les arrondissements de: Bafia, Kiiki et de Kon-Yambetta et comprennent les Binkira (Roum, lable, Yakan, Gouifé, Ngam, Koro, Sanam), les Bapéi (Deng, Gah, Ken, Diodare) et les Bekee (Mouko, Kiiki, Ribang, Bitang) auxquels nous pouvons assimiler les Yambetta et les Balom.
Phonétiquement, le bafia compte 27 consonnes et 11 voyelles. C'est une langue à classe nominale.

## Écriture
Le bafia s’écrit avec l’alphabet latin, les caractères supplémentaires et les règles de l’Alphabet général des langues camerounaises. Un guide de l’alphabet bafia a été publié en 1985.
| Lettres de l’alphabet (AGLC) | Lettres de l’alphabet (AGLC) | Lettres de l’alphabet (AGLC) | Lettres de l’alphabet (AGLC) | Lettres de l’alphabet (AGLC) | Lettres de l’alphabet (AGLC) | Lettres de l’alphabet (AGLC) | Lettres de l’alphabet (AGLC) | Lettres de l’alphabet (AGLC) | Lettres de l’alphabet (AGLC) | Lettres de l’alphabet (AGLC) | Lettres de l’alphabet (AGLC) | Lettres de l’alphabet (AGLC) | Lettres de l’alphabet (AGLC) | Lettres de l’alphabet (AGLC) | Lettres de l’alphabet (AGLC) | Lettres de l’alphabet (AGLC) | Lettres de l’alphabet (AGLC) | Lettres de l’alphabet (AGLC) | Lettres de l’alphabet (AGLC) | Lettres de l’alphabet (AGLC) | Lettres de l’alphabet (AGLC) | Lettres de l’alphabet (AGLC) | Lettres de l’alphabet (AGLC) | Lettres de l’alphabet (AGLC) | Lettres de l’alphabet (AGLC) | Lettres de l’alphabet (AGLC) | Lettres de l’alphabet (AGLC) | Lettres de l’alphabet (AGLC) | Lettres de l’alphabet (AGLC) | Lettres de l’alphabet (AGLC) | Lettres de l’alphabet (AGLC) |
| ---------------------------- | ---------------------------- | ---------------------------- | ---------------------------- | ---------------------------- | ---------------------------- | ---------------------------- | ---------------------------- | ---------------------------- | ---------------------------- | ---------------------------- | ---------------------------- | ---------------------------- | ---------------------------- | ---------------------------- | ---------------------------- | ---------------------------- | ---------------------------- | ---------------------------- | ---------------------------- | ---------------------------- | ---------------------------- | ---------------------------- | ---------------------------- | ---------------------------- | ---------------------------- | ---------------------------- | ---------------------------- | ---------------------------- | ---------------------------- | ---------------------------- | ---------------------------- |
| A                            | B                            | Ɓ                            | C                            | D                            | Ɗ                            | E                            | Ɛ                            | F                            | G                            | GB                           | GH                           | H                            | I                            | J                            | K                            | KP                           | L                            | M                            | N                            | Ŋ                            | O                            | Ɔ                            | P                            | R                            | S                            | T                            | U                            | V                            | W                            | Y                            | Z                            |
| a                            | b                            | ɓ                            | c                            | d                            | ɗ                            | e                            | ɛ                            | f                            | g                            | gb                           | gh                           | h                            | i                            | j                            | k                            | kp                           | l                            | m                            | n                            | ŋ                            | o                            | ɔ                            | p                            | r                            | s                            | t                            | u                            | v                            | w                            | y                            | z                            |

## Galerie

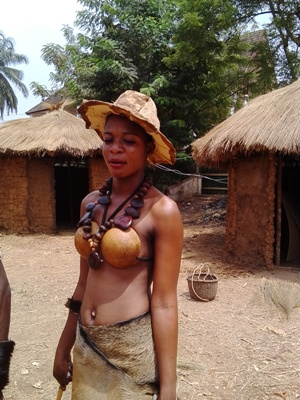
Danseuse bafia
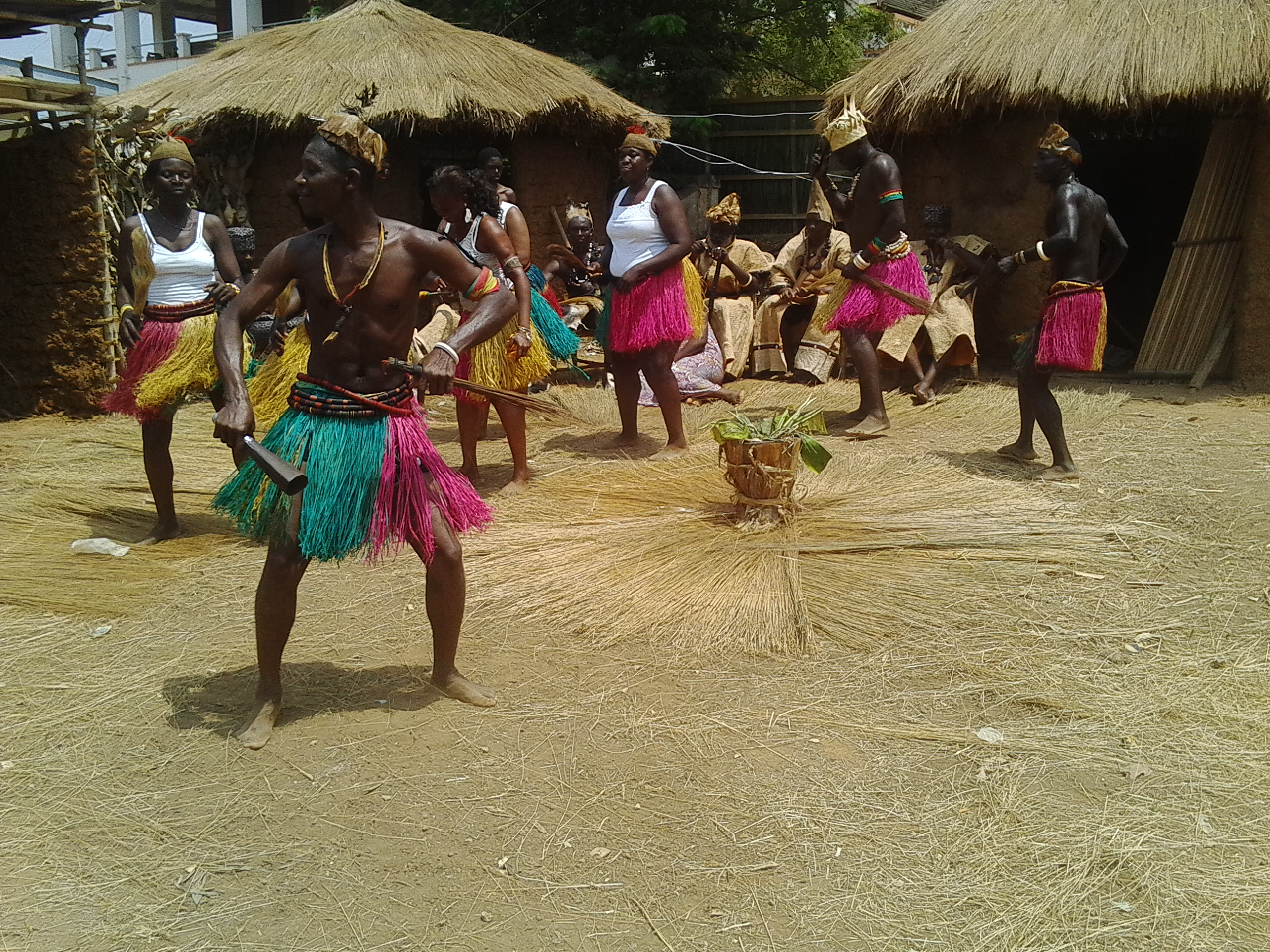
Danse Bafia
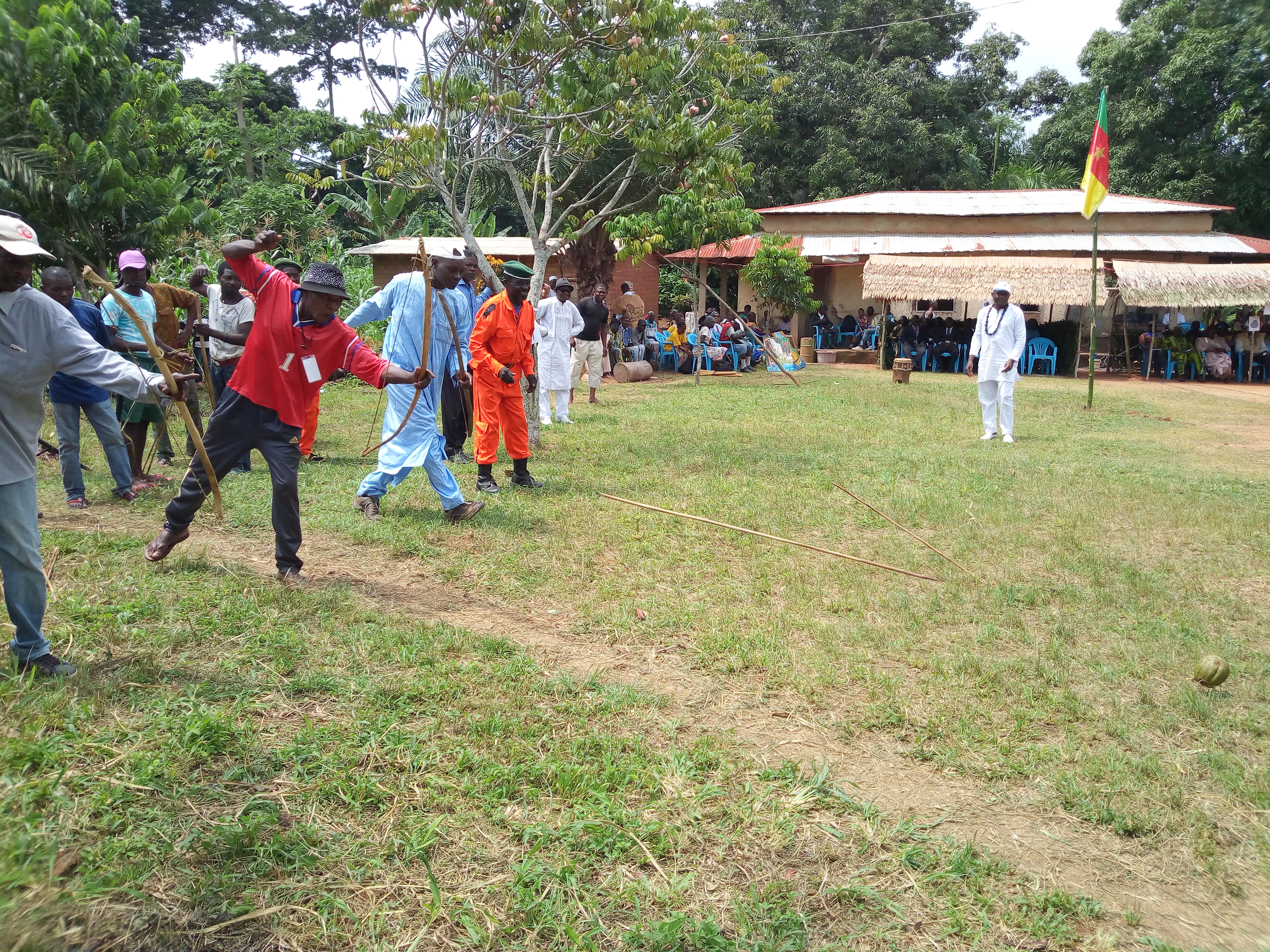
Kákámba
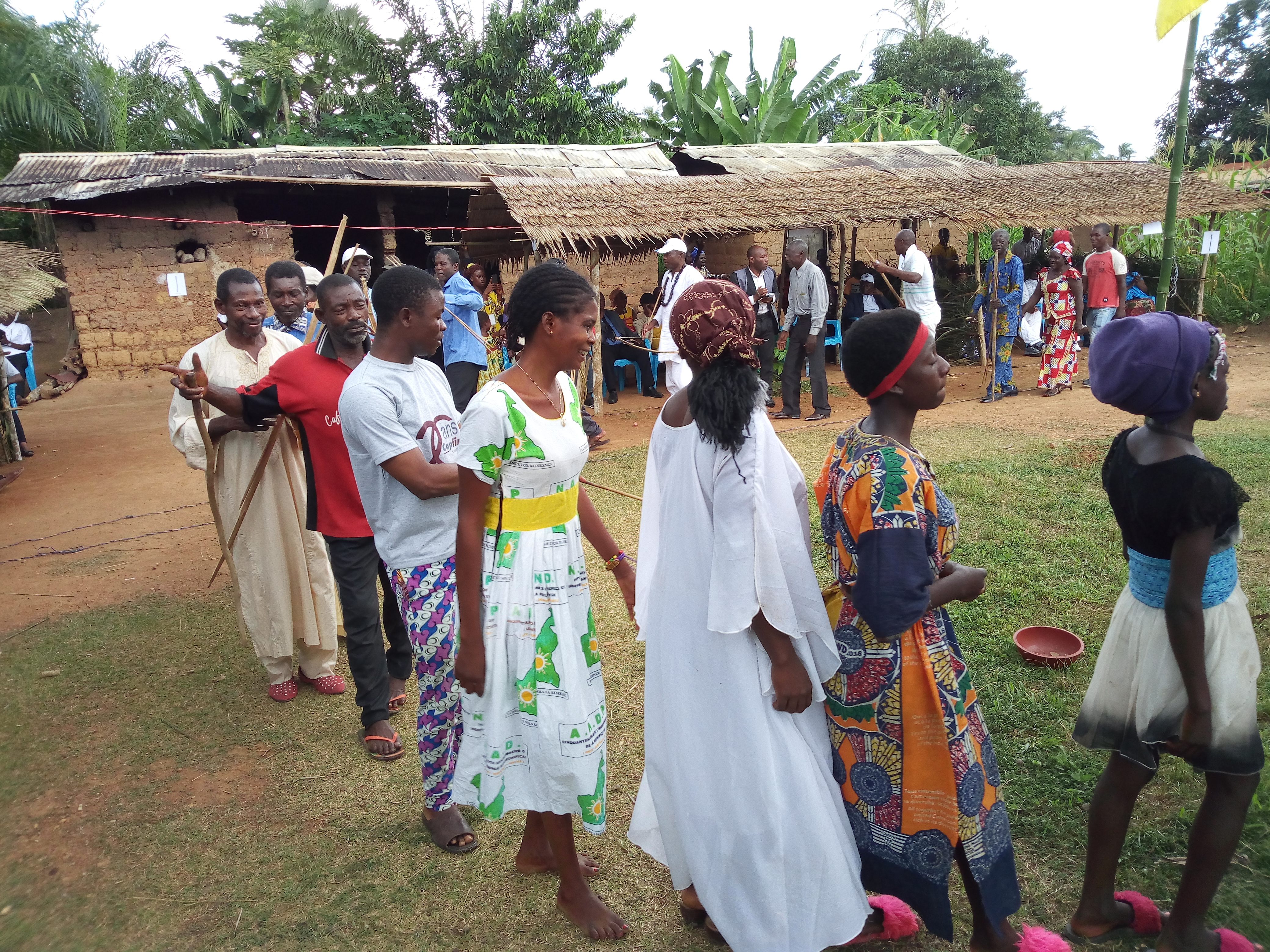
Mankana, rituel
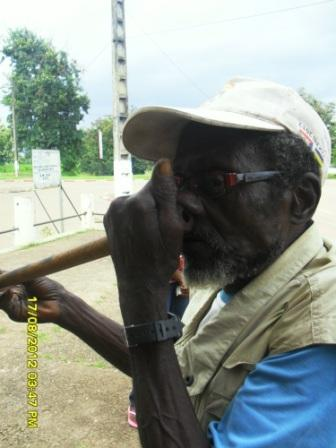
Flûte à narine